# Bondånger
Bondånger är en svensk komedi-TV-serie. Den sändes i SVT ursprungligen under perioden 25 november 1997-8 december 1998. I rollerna syntes bl.a. seriens skapare Ronny Eriksson samt Anna-Lotta Larsson.

## Handling
Det är 1998, och det marknadsekonomiska tänkandet råder i hela Europa. Serien handlar om en liten by i Norrbotten, som heter "Bondånger", och synen på de politiska problem som drabbat Norrland sedan 1970-talet och framåt, med avfolkning och arbetslöshet då jobb och människor flyttat till de södra delarna av Sverige.

### Fotnoter
1. ↑  ”Bondånger”. Svensk mediedatabas. http://smdb.kb.se/catalog/search?q=bond%C3%A5nger&sort=OLDEST. Läst 29 oktober 2012.
2. ↑  ”Ronny Erikssons Bondånger - Säsong 1 - Avsnitt 1 av 8: Dråpslaget”. Öppet arkiv. http://www.oppetarkiv.se/video/2410904/ronny-erikssons-bondanger-sasong-1-avsnitt-1-av-8. Läst 25 oktober 2015.